# 许耶
许耶（法語：Chuyer，法語發音：[ʃɥije]）是法国卢瓦尔省的一个市镇，属于圣艾蒂安区。

## 地理
许耶（45°27'26"N, 4°41'37"E）面积12.06 平方千米，位于法国奥弗涅-罗讷-阿尔卑斯大区卢瓦尔省，该省份为法国中南部省份，北起顺时针与索恩-卢瓦尔省、罗讷省、伊泽尔省、阿尔代什省、上盧瓦爾省、多姆山省和阿列省接壤。
与许耶接壤的市镇（或旧市镇、城区）包括：韦兰、拉沙佩勒维拉尔、沙瓦奈、帕沃赞、佩吕桑、罗讷河畔圣米歇尔。

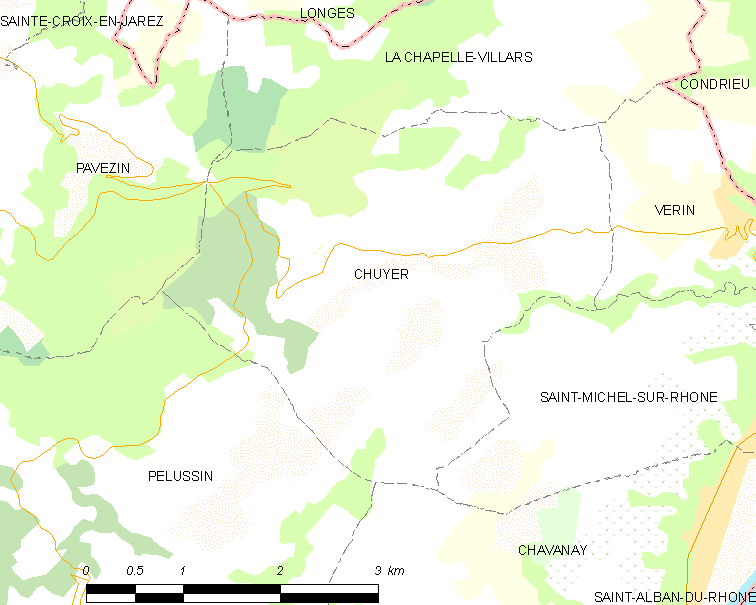
许耶的OSM定位图

许耶的时区为UTC+01:00、UTC+02:00（夏令时）。

## 行政
许耶的邮政编码为42410，INSEE市镇编码为42064。

## 政治
许耶所属的省级选区为勒皮拉县。

## 人口

1962-2008年间许耶人口变化图示

许耶于2022年1月1日时的人口数量为751人。